# Matsukata Masayoshi
Il principe Matsukata Masayoshi (in giapponese 松方 正義 Matsukata Masayoshi; Kagoshima, 25 febbraio 1835 – Tokyo, 2 luglio 1924) è stato un politico giapponese, per due volte Primo ministro del Giappone.

## Primi anni
Matsukata nacque in una famiglia di samurai di Kagoshima, nella provincia di Satsuma (quella che oggi è la prefettura di Kagoshima). All'età di tredici anni entra nella Zoshikan, l'accademia confuciana del dominio di Satsuma, dove studia il pensiero del neoconfuciano Wang Yangming, che sottolinea la fedeltà all'Imperatore. La sua carriera iniziò come burocrate a Satsuma. Nel 1866, fu mandato a Nagasaki per studiare la scienza occidentale, matematica e agrimensura. Matsukata fu molto apprezzato da Ōkubo Toshimichi e da Saigō Takamori, che lo utilizzò come collegamento fra Kyoto e Kagoshima.
Saputo che stava per iniziare la guerra fra Satsuma e i Tokugawa, Matsukata comprò una nave, che era disponibile a Nagasaki, per utilizzarla nell'imminente conflitto; a questa nave fu dato il nome di Kasuga.
Il Signore di Satsuma ritenne opportuno utilizzare la nave come cargo e Matsukata fu dimesso dalla posizione di capitano della nave che aveva acquistato.
Solo pochi mesi più tardi la Kasuga divenne una nave da guerra e servì nella guerra Boshin contro le navi dei Tokugawa.
Al tempo della restaurazione Meiji, aiutò a mantenere l'ordine a Nagasaki dopo il collasso dello shogunato.
Nel 1868, Matsukata, fu nominato governatore della Prefettura di Hita (parte dell'odierna Ōita) dal suo amico Ōkubo, che era il potente ministro degli interni per il nuovo governo Meiji.
Da governatore, Matsukata istituì una serie di riforme inclusa la costruzione di strade, l'inizio del porto di Beppu e la costruzione di un importante orfanotrofio. La sua abilità di amministratore fu notata a Tokyo e dopo due anni fu chiamato nella capitale.